# 1952 a tudományban
Az 1952. év a tudományban és a technikában.

## Díjak
- Nobel-díjak
  - Fizikai Nobel-díj: Felix Bloch, Edward Mills Purcell
  - Fiziológiai és orvostudományi Nobel-díj: Selman Waksman
  - Kémiai Nobel-díj: Archer John Porter Martin, Richard Laurence Millington Synge

## Születések
- február 19.– Rodolfo Neri Vela mexikói mérnök/tudós, az első mexikói űrhajós
- május 6. – Chiaki Naito-Mukai japán tudós, űrhajósnő
- szeptember 27. – Dumitru Prunariu az első és egyetlen román űrhajós
- november 9. – Jack W. Szostak Nobel-díjas (megosztva) kanadai-amerikai molekuláris biológus, az első mesterséges kromoszóma létrehozója

## Halálozások
- március 4. – Charles Scott Sherrington Nobel-díjas angol orvos, neurofiziológus (* 1857)
- szeptember 7. – Marek József, a 20. század első felének iskolateremtő magyar állatorvosa (* 1868)
- december 18. – Ernst Stromer német őslénykutató (* 1870)